# Chu Wej-jung
Chu Wej-jung (čínsky pchin-jinem Hú Wéiyōng, znaky 胡惟庸; † 1380) byl státník rané mingské Číny, blízký rádce císaře Chung-wua. V druhé polovině 70. let 14. století stál v čele civilní správy země, ale roku 1380 byl obviněn ze zrady a popraven. Následná čistka stála život desetitisíců lidí.

## Vzestup a pád
Chu Wej-jung pocházel z okresu Ting-jüan (dnes součást prefektury Čchu-čou v provincii An-chuej. Byl jedním z prvních podporovatelů Chung-wua, postupně účastníka povstání rudých turbanů, důstojníka, pak generála povstaleckých vojsk, nakonec zakladatele a prvního císaře říše Ming, která v závěru bojů ovládla Čínu.
S podporou Li Šan-čchanga, jehož byl příbuzným, postupoval v úřadech, až byl jmenován císařovým hlavním rádcem (丞相, čcheng-siang). V této funkci stál v čele ústředního sekretariátu (中書省, čung-šu šeng) a řídil veškerou civilní správu říše Ming; v moderní terminologii byl předsedou vlády.
Koncem roku 1379 byl odvolán z úřadu a počátkem následujícího roku náměstkem cenzora obviněn z pokusu o svržení císaře. Vyšetřovatelé záhy zkonstruovali obraz spiknutí v čele s Chuem, které mělo s podporou části armády, ale také mongolské a japonské vlády, za cíl státní převrat včetně zavraždění císaře. Popraven byl 12. února 1380 společně s nejvyšším cenzorem Čchen Ningem. Čistka však pokračovala dále, zahynuli i vzdálení příbuzní obviněných, jejich pomocníci a chráněnci, příbuzní těchto chráněnců atd., celkem 30 000 nebo 40 000 lidí.
Pád Chu Wej-junga doprovázela i reorganizace nejvyšších orgánů státní správy. Ústřední sekretariát byl zrušen a šestice ministerstev přímo podřízena císaři, Hlavní vojenská komise stojící v čele ozbrojených sil byla rozdělena na pět vzájemně nezávislých komisí, Cenzorát (kontrolní úřad) byl reorganizován.